# Jean Delsarte
Jean Delsarte   (Fourmies, 19 d'octubre de 1903 - Nancy, 28 de novembre de 1968) va ser un matemàtic francès conegut pels seus treballs en anàlisi matemàtica.

## Vida
El pare de Delsarte era director d'una indústria tèxtil a Fourmies, però en ser ocupada la ciutat el 1914, durant la Gran Guerra, la família es va traslladar a Rouen, on va fer els seus estudis secundaris. El 1922 va ingressar a l'École Normale Supérieure on va fer amistat amb André Weil i Henri Cartan, amb qui, anys més tard (1935) i amb altres col·legues com Jean Dieudonné, formaria el grup N. Bourbaki. Es va graduar el 1925 i, després d'un any treballant per a la Fundació Thiers, va presentar la seva tesi doctoral el 1928, sota el títol de Les rotations fonctionnelles.
L'octubre de 1928 va començar la seva carrera docent a la Universitat de Nancy, que ja no va abandonar mai més. Tot i així, va ser professor visitant a nombroses Universitats de tot el món. També va convidar els seus amics de l'ENS a visitar la Universitat de Nancy on Jean Dieudonné es va estar uns anys. En aquesta mateixa Universitat va crear el 1953 el Institute Élie Cartan en honor del pare del seu amic Henri Cartan. Durant molts anys es va pensar que N. Bourbaki era l'Institut Élie Cartan, cosa que va haver de desmentir ell mateix.
A part dels seus treballs matemàtics, també va ser un lluitador infatigable per la millora de l'ensenyament superior. No solament va publicar llibres i opuscles sobre el tema sinó que també va participar en diferents organismes nacionals per a la reforma de l'ensenyament i, sobretot, al CNRS.
Entre 1962 i 1965 va ser director de la Casa Franco-Japonesa a Tokio on va posar en pràctica els seus talents organitzatius, invitant nombrosos científics francesos a donar conferències al Japó. Això no obstant, els seus problemes de vista es van agreujar durant la seva estada en aquell país i el 1965 va reprendre la seva cátedra de Nancy amb la vista greument disminuïda.
Va morir a Nancy d'un atac de cor.

## Obres
- La Réforme de l'enseignement supérieur, recueil d'articles. Impr. régionale, 1941
- Groupement d'études préparatoires en vue d'une meilleure orientation des étudiants vers la recherche scientifique. Tournier & Constans. Paris, 1944
- Œuvres de Jean Delsarte, Volum 1. Centre national de la Recherche Scientifique. Paris, 1971
- Œuvres de Jean Delsarte, Volum 2. Centre national de la Recherche Scientifique. Paris, 1971